# John Richardson (színművész)
John Richardson (Worthing, 1934. január 19. – 2021. január 5.) angol színész.

## Fontosabb filmjei
- Emlékezetes éjszaka (A Night to Remember) (1958)
- Bachelor of Hearts (1958)
- A gyűlölet áldozata (Sapphire) (1959)
- Urak szövetsége (The League of Gentlemen) (1960)
- A démon maszkja (La maschera del demonio) (1960)
- Pirates of Tortuga (1961)
- She (1965)
- Egymillió évvel ezelőtt (One Million Years B.C.) (1966)
- Az erényöv (La cintura di castità) (1967)
- Fattyú John (John il bastardo) (1967)
- Egy tiszta nap szembenézhetsz az örökkévalósággal (On a Clear Day You Can See Forever) (1970)
- Torzó (I corpi presentano tracce di violenza carnale) (1973)
- Narancsos kacsasült (L'anatra all'arancia) (1975)
- 4 minuti per 4 miliardi (1976)
- Nove ospiti per un delitto (1977)
- Canne mozze (1977)
- Anno zero - Guerra nello spazio (1977)
- Battaglie negli spazi stellari (1978)
- Paradiso Blu (1980)
- Febbre a 40!  (1980)
- Démonok temploma (La chiesa) (1989)